# Alchemilla cimilensis
Alchemilla cimilensis é uma espécie de rosácea do gênero Alchemilla, pertencente à família Rosaceae.